# 巴菲特稅
巴菲特稅是一項以美國富豪沃伦·巴菲特命名的稅項。

## 历史
此稅項最先於2011年9月由華府提出，其後美國總統奧巴馬於2012年任年第三份的国情咨文中再次提及，該稅項建議向年收入超過100萬美元的家庭收取超過30%的稅款，以在10年內政府可節省至少470億美元，但隨即被共和黨人批評此舉為階級分化。結果有關法案以51票贊成，45票反對下被國會參議院否卻。